# ناینش
ناینش (به آلمانی: Naintsch) یک منطقهٔ مسکونی در اتریش است که در وایتس واقع شده‌است. ناینش ۲۷٫۵۸ کیلومتر مربع مساحت دارد ۱٬۰۳۲ متر بالاتر از سطح دریا واقع شده‌است.